# 結成10周年、メジャーデビュー5周年記念!Perfume LIVE@東京ドーム「1 2 3 4 5 6 7 8 9 10 11」
『結成10周年、メジャーデビュー5周年記念!Perfume LIVE@東京ドーム「1 2 3 4 5 6 7 8 9 10 11」』（けっせいじゅっしゅうねん、メジャーデビューごしゅうねんきねん! パフューム ライブ アット とうきょうドーム いち・に・さん・し・ご・ろく・しち・はち・きゅう・じゅう・じゅういち）は、日本のテクノポップユニット、Perfumeの5作目の映像作品である（CD付属のDVDは除く）。2013年8月14日にBlu-ray Discも発売された。
2011年の第15回文化庁メディア芸術祭において、審査委員会推薦作品となった（作者名：MIKIKO＋Perfume）。

## 収録映像
2010年秋に行われたライブ『Perfume LIVE@東京ドーム『1 2 3 4 5 6 7 8 9 10 11』』の公演から、DISC1には公演の模様を全曲分、DISC2には『Perfumeの掟』、「ねぇ」のマルチ・アングル、「Perfume」の各メンバーごとのアングル映像、「575」の公演でのビデオ・クリップ、本公演での『1 2 3 4 5 6 7 8 9 10』ライブ映像、「鳩」を題材にした当日のMCの特典映像が収録されている。
DISC1をDVD専用のプレーヤーで再生し、終盤のスタッフロール直前で副音声に切り替えると、メンバーからのコメントを聞くことができる。

### DISC1
1. GISHIKI
2. シークレットシークレット
3. 不自然なガール
4. GAME
5. ワンルーム・ディスコ
6. ナチュラルに恋して
7. love the world
8. I still love U
9. 575
10. 1 2 3 4 5 6 7 8 9 10
11. Perfumeの掟
12. VOICE
13. コンピューターシティ
14. エレクトロ・ワールド
15. パーフェクトスター・パーフェクトスタイル
16. Dream Fighter
17. 「P.T.A.」のコーナー
18. ジェニーはご機嫌ななめ
19. (コンピュータードライビング Intro)～Perfume
20. チョコレイト・ディスコ
21. Puppy love
22. wonder2

ENCORE
1. ねぇ
2. ポリリズム

### 初回限定盤DISC
1. Perfumeの掟-マルチアングル-
2. ねぇ-マルチ画面-
3. Perfume-あ～ちゃんVer.-
4. Perfume-かしゆかVer.-
5. Perfume-のっちVer.-
6. 575-東京ドーム Special Video Clip-
7. 1 2 3 4 5 6 7 8 9 10-東京ドーム Original Ver.-
8. 鳩

## 特典
DVDの予約特典として、ポスターが付く。また、BDの初回プレス分には“オリジナルDVDジャケット”ステッカーが封入されている。

## リリース日一覧
過去にリリースされていた6作のDVDがBD化された際に、本作通常盤もBD化した。
| 発売日        | 形態       | 規格 | 品番      | 出典  |
| ------------- | ---------- | ---- | --------- | ----- |
| 2011年2月9日  | 初回限定盤 | DVD  | TKBA-1143 | [ 6 ] |
| 2011年2月9日  | 通常盤     | DVD  | TKBA-1147 | [ 6 ] |
| 2013年8月14日 | 通常盤     | BD   | TKXA-1014 | [ 4 ] |

## チャート成績
発売初週に約7.0万枚を売上げて2011年2月21日付週間オリコンランキング総合首位となり、女性グループ初の4作連続週間オリコンランキング総合首位となっている。